# Chamobates cuspidatus
Chamobates cuspidatus är en kvalsterart som först beskrevs av Michael 1884.  Chamobates cuspidatus ingår i släktet Chamobates och familjen Chamobatidae. Inga underarter finns listade i Catalogue of Life.